# Liste der Biografien/Oa
Liste der Biografien |
Portal Biografien |
Personensuche
# |
A |
B |
C |
D |
E |
F |
G |
H |
I |
J |
K |
L |
M |
N |
O |
P |
Q |
R |
S |
T |
U |
V |
W |
X |
Y |
Z |
?
 
Oa |
Ob |
Oc |
Od |
Oe |
Of |
Og |
Oh |
Oi |
Oj |
Ok |
Ol |
Om |
On |
Oo |
Op |
Oq |
Or |
Os |
Ot |
Ou |
Ov |
Ow |
Ox |
Oy |
Oz
Die Liste der Biografien führt alle Personen auf, die in der deutschsprachigen Wikipedia einen Artikel haben. Dieses ist eine Teilliste mit 98 Einträgen von Personen, deren Namen mit den Buchstaben „Oa“ beginnt.

## Oa

### Oac
- Oac, Tino (* 1976), deutscher Musiker, Sänger der Band Söhne Mannheims

### Oak
- Oak, Cindy (* 1961), US-amerikanische Skirennläuferin
- Oak, Mitchell (* 1985), neuseeländischer Eishockeyspieler
- Oak, Winona (* 1994), schwedische Singer-Songwriterin
- Oakar, Mary Rose (* 1940), US-amerikanische Politikerin der Demokratischen Partei
- Oakeley, Charles, 1. Baronet (1751–1826), britischer Kolonialgouverneur
- Oakeley, Herbert (1830–1903), britischer Organist und Komponist
- Oakenfold, Paul (* 1963), britischer DJ und Musikproduzent
- Oakerhater, David Pendleton (1847–1931), indianischer Künstler
- Oakes, Alan (* 1942), englischer Fußballspieler und -trainer
- Oakes, Allison, britische Opernsängerin
- Oakes, Danny (1911–2007), US-amerikanischer Autorennfahrer
- Oakes, David (* 1983), britischer SchauspielerDavid Oakes (* 1983)

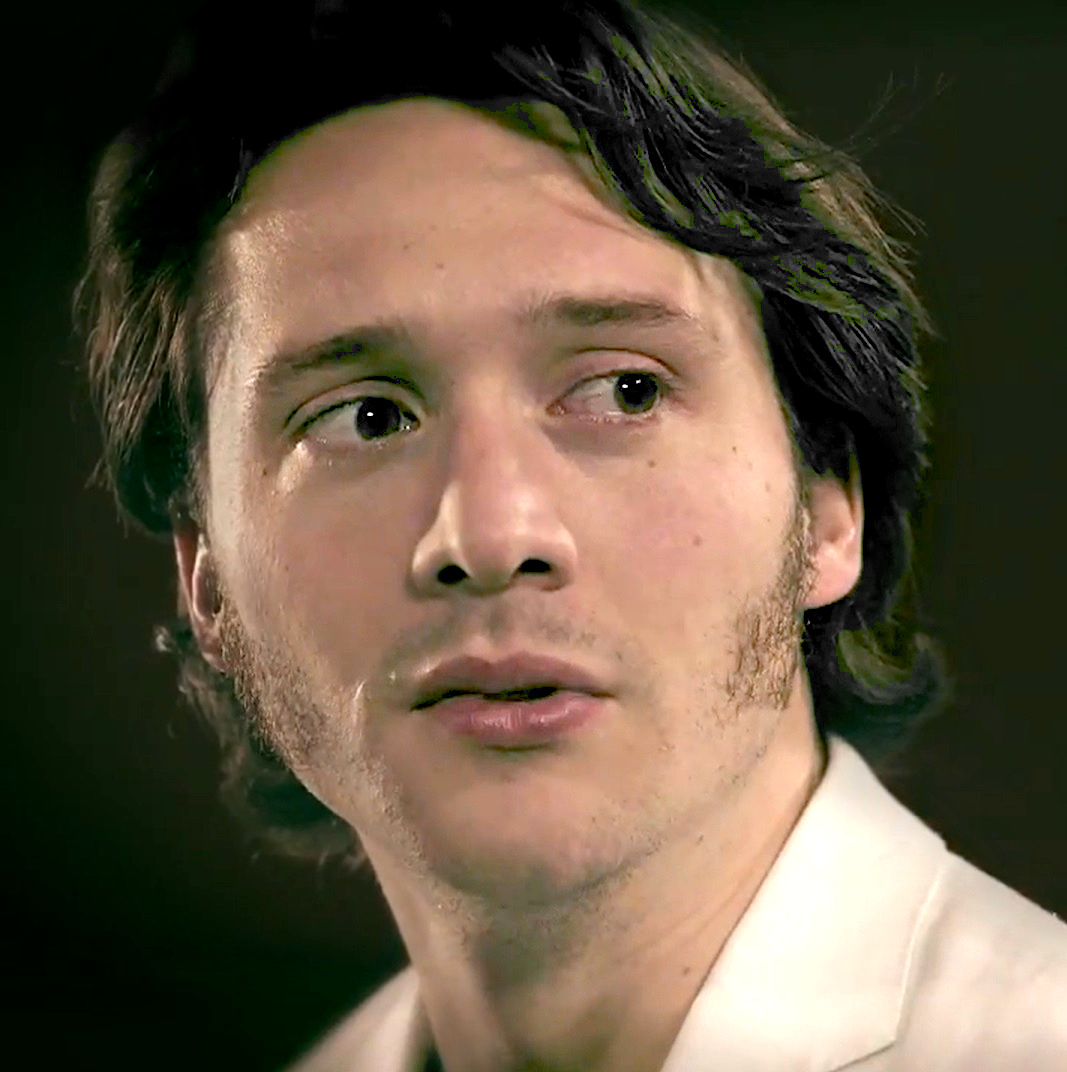
David Oakes (* 1983)

- Oakes, Don (1928–1977), englischer Fußballspieler
- Oakes, Gary (* 1958), britischer Hürdenläufer
- Oakes, Heather (* 1959), britische Sprinterin
- Oakes, James L. (1924–2007), US-amerikanischer Richter
- Oakes, John Bertram (1913–2001), US-amerikanischer Journalist, Kolumnist und Autor
- Oakes, John C. (1906–1982), US-amerikanischer Offizier, Generalleutnant der US-Army
- Oakes, Judy (* 1958), britische Kugelstoßerin
- Oakes, Lee (* 1974), britischer Schauspieler
- Oakes, Michael (* 1973), englischer Fußballtorhüter
- Oakes, Oliver (* 1988), britischer Automobilrennfahrer
- Oakes, Summer Rayne (* 1986), US-amerikanisches Model
- Oakes, Thomas (1922–1993), englischer Fußballspieler
- Oakes, Urian (1631–1681), englischer Pfarrer und Präsident des Harvard College, amerikanische Kolonien
- Oakeshott, Ewart (1916–2002), britischer Autor und Waffenkundler
- Oakeshott, Matthew, Baron Oakeshott of Seagrove Bay (* 1947), britischer Manager und Politiker, Life Peer
- Oakeshott, Michael (1901–1990), englischer konservativer politischer Philosoph
- Oakeshott, Noël (1904–1976), britische klassische Archäologin
- Oakeshott, Walter (1903–1987), britischer Bildungsadministrator und Kunsthistoriker
- Oakeshott-Maler, attisch-schwarzfiguriger Vasenmaler
- Oakey, P. Davis (1861–1920), US-amerikanischer Politiker
- Oakey, Philip (* 1955), britischer Musiker
- Oakie, Jack (1903–1978), US-amerikanischer Schauspieler
- Oakland, Ben (1907–1979), US-amerikanischer Pianist und Songschreiber
- Oakland, Simon (1915–1983), US-amerikanischer Schauspieler
- Oakland, Vivien (1895–1958), US-amerikanische Schauspielerin
- Oaklander, Violet (1927–2021), US-amerikanische Gestalttherapeutin, Sonder- und Heilpädagogin
- Oakley, Alex (1926–2010), kanadischer Geher
- Oakley, Ann (* 1944), britische Soziologin, Autorin und Feministin
- Oakley, Annie (1860–1926), US-amerikanische KunstschützinAnnie Oakley (1860–1926)

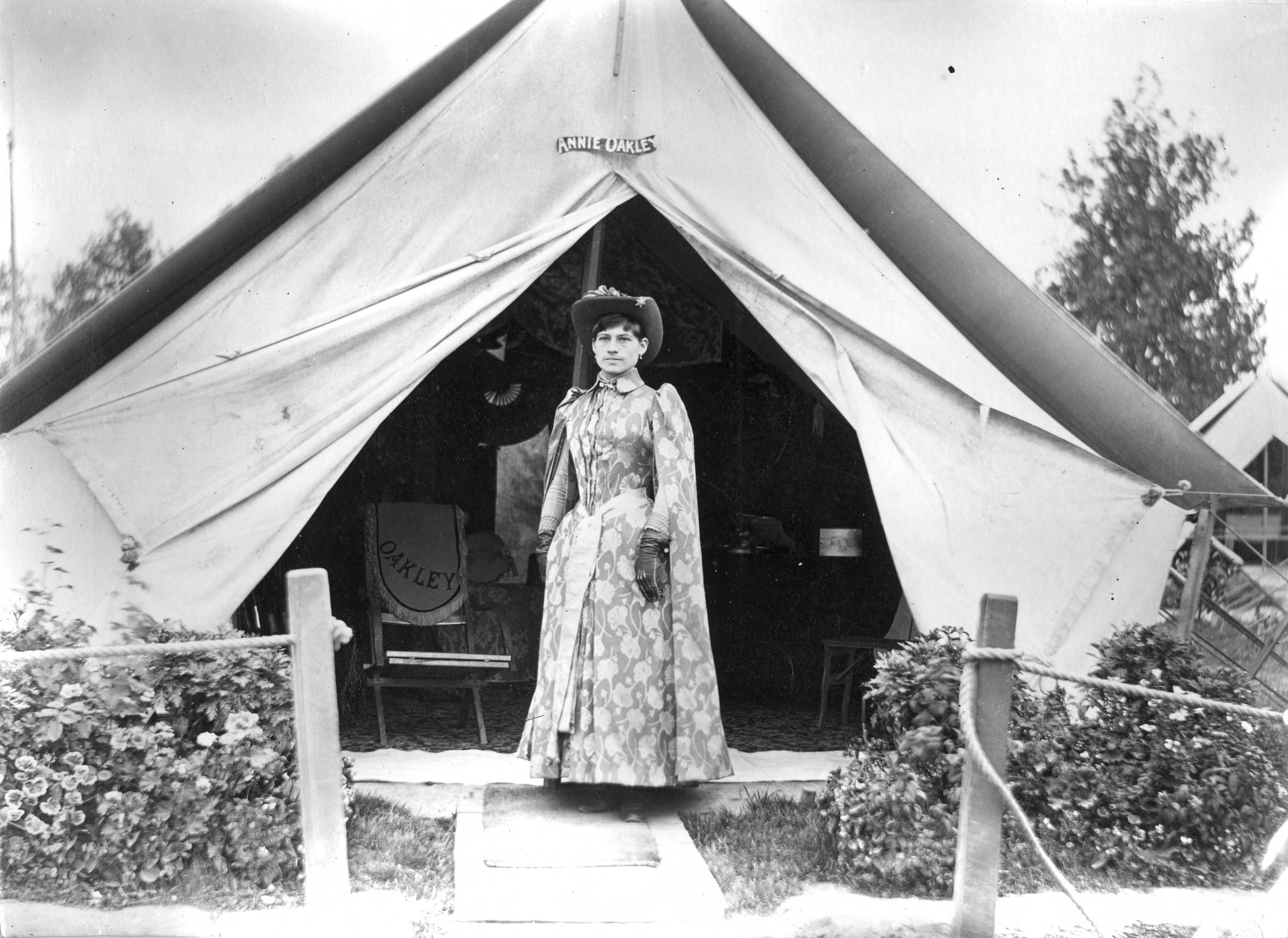
Annie Oakley (1860–1926)

- Oakley, Berry (1948–1972), US-amerikanischer Bassist, Gründungsmitglied der Allman Brothers Band
- Oakley, Bill (* 1966), US-amerikanischer Filmproduzent
- Oakley, Charles (* 1963), US-amerikanischer Basketballspieler
- Oakley, Cyril Leslie (1907–1975), britischer Pathologe und Bakteriologe
- Oakley, David James (* 1955), britischer Geistlicher und römisch-katholischer Bischof von Northampton
- Oakley, Jillian, neuseeländische Squashspielerin
- Oakley, John H. (* 1949), US-amerikanischer Klassischer Archäologe
- Oakley, K. C. (* 1988), US-amerikanische Freestyle-Skierin
- Oakley, Kenneth (1911–1981), britischer Geologe und Paläoanthropologe
- Oakley, Louke (* 1989), kanadischer Eishockeyspieler
- Oakley, Matt (* 1977), englischer Fußballspieler
- Oakley, Miranda (* 1984), US-amerikanisch-palästinensische Sportkletterin
- Oakley, Thomas J. (1783–1857), US-amerikanischer Jurist und Politiker
- Oakley, Violet (1874–1961), US-amerikanische Malerin, Illustratorin, Schriftstellerin und Pazifistin
- Oakley-Green, Safia (* 2001), britische Schauspielerin
- Oakman, Charles G. (1903–1973), US-amerikanischer Politiker
- Oaks, Charlie, US-amerikanischer Old-Time-Musiker
- Oaks, Dallin H. (* 1932), US-amerikanischer Jurist, Hochschullehrer und Apostel der Kirche Jesu Christi der Heiligen der Letzten Tage
- Oaks, Ely, österreichischer DJ und Musikproduzent
- Oaks, Robert C. (* 1936), US-amerikanischer Offizier, General der US Air Force
- Oakshott, Hendrie, Baron Oakshott (1904–1975), britischer Politiker

### Oan
- Oana, Anamaria (* 2007), rumänische Tennisspielerin
- Oana, Bianca (* 1986), rumänische Filmproduzentin und Drehbuchautorin
- Oancia, Ecaterina (1954–2024), rumänische Ruderin
- Oanță, Iolanda (* 1965), rumänische Sprinterin

### Oar
- Oar, Tommy (* 1991), australischer Fußballspieler
- Oarbeascoa, Rubén (* 1975), spanischer Radrennfahrer

### Oas
- Ōasa, Yūji (1887–1974), japanischer Kendoka
- Oasib, Cornelis († 1867), Oberkaptein der Nama im Südwesten Afrikas
- Oasis, Adi (* 1989), französische Funk- und Soulmusikerin (Gesang, Bass)

### Oat
- Oaten, Mark (* 1964), britischer Politiker und Abgeordneter
- Oates, Adam (* 1962), kanadischer Eishockeyspieler und -trainer
- Oates, Bart (* 1958), US-amerikanischer American-Football-Spieler
- Oates, Carly (* 1984), US-amerikanische Schauspielerin und Model
- Oates, Eugene William (1845–1911), britischer Naturwissenschaftler
- Oates, John (* 1949), US-amerikanischer Sänger und Produzent
- Oates, Johnny (1946–2004), US-amerikanischer Baseballspieler und -trainer
- Oates, Jonny, Baron Oates (* 1968), britischer Politiker
- Oates, Joyce Carol (* 1938), US-amerikanische SchriftstellerinJoyce Carol Oates (* 1938)

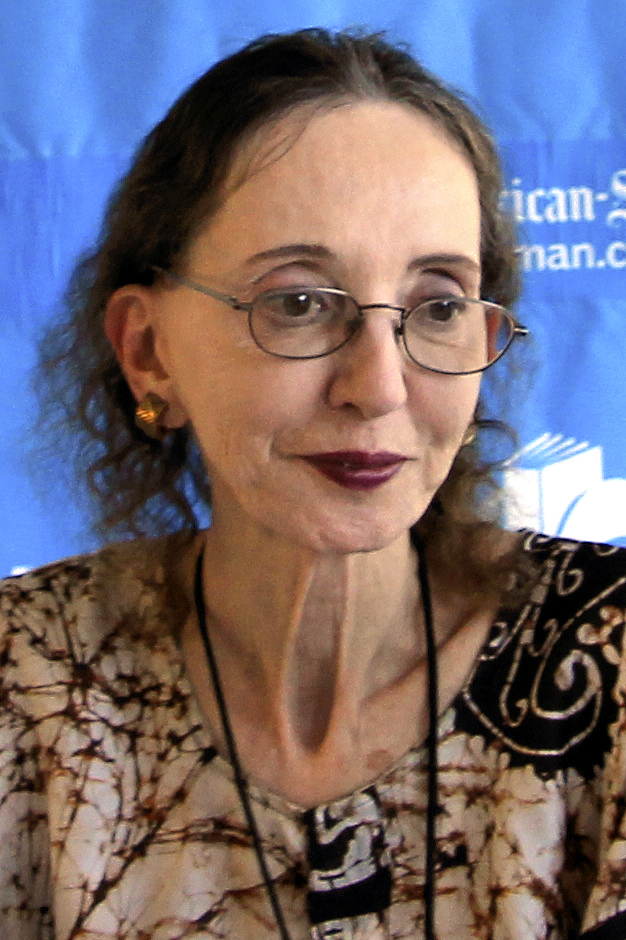
Joyce Carol Oates (* 1938)

- Oates, Lawrence (1880–1912), britischer Polarforscher
- Oates, Michael L. (* 1957), US-amerikanischer Offizier, Generalleutnant der US-Army
- Oates, Simon (1932–2009), britischer Schauspieler in Film, Fernsehen und Theater
- Oates, Stephen B. (1936–2021), US-amerikanischer Historiker und Biograf
- Oates, Titus (1649–1705), englischer Geistlicher und Volksverhetzer
- Oates, Wallace E. (1937–2015), US-amerikanischer Ökonom
- Oates, Warren (1928–1982), US-amerikanischer Schauspieler
- Oates, Whitney Jennings (1904–1973), US-amerikanischer Klassischer Philologe
- Oates, William C. (1835–1910), US-amerikanischer Politiker und Gouverneur von Alabama
- Oatis, William N. (1914–1997), US-amerikanischer Journalist
- Oatley, Charles William (1904–1996), britischer Elektroingenieur und Physiker
- Oatley, Neil (* 1954), britischer Ingenieur und Rennwagen-Konstrukteur
- Oatman, Olive (1837–1903), amerikanische Gefangene von Indianer, später befreitOlive Oatman (1837–1903)

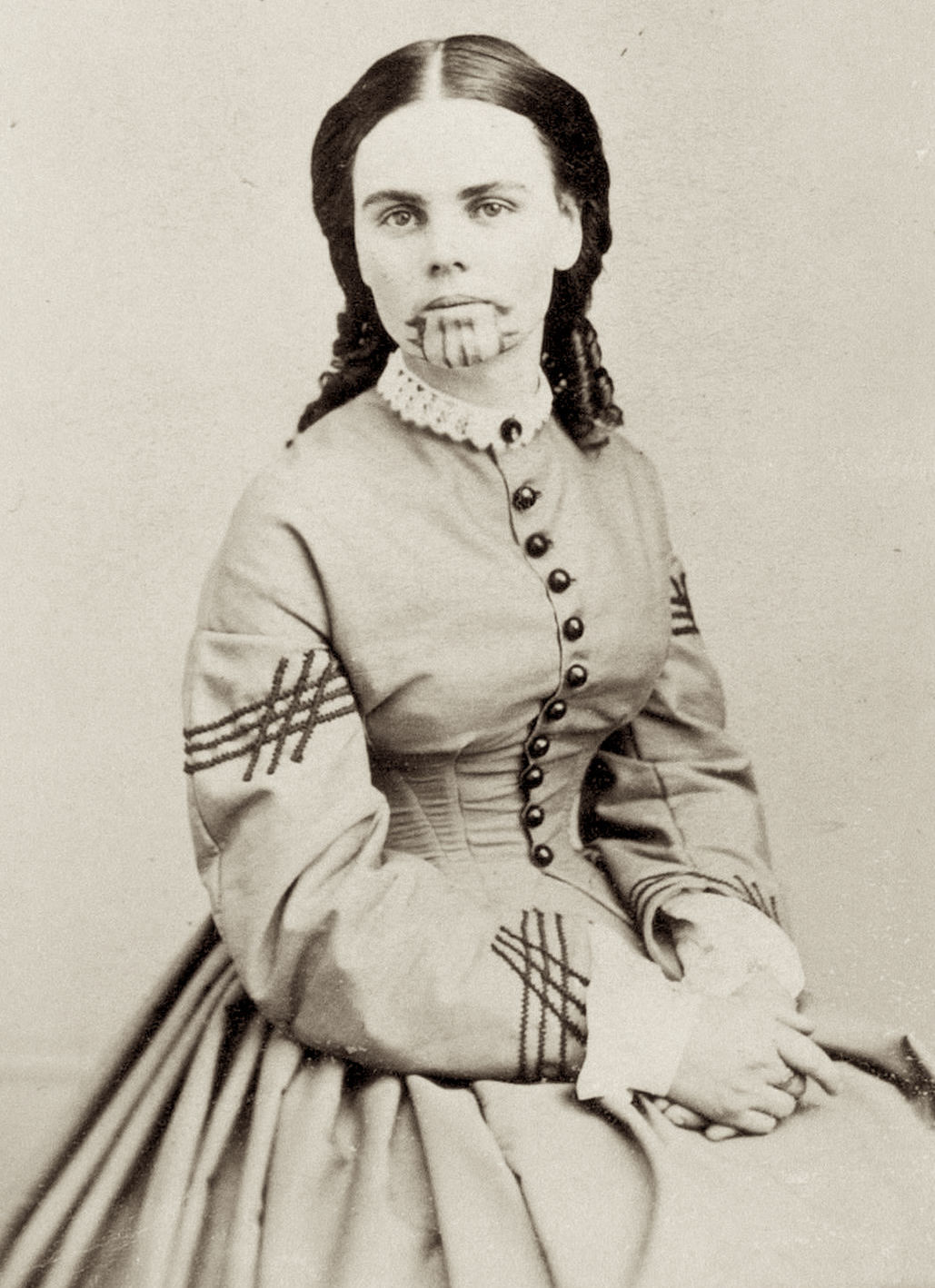
Olive Oatman (1837–1903)

- Oatthaphon Chongrak (* 1995), thailändischer Fußballspieler
- Oatts, Dick (* 1953), US-amerikanischer Jazzmusiker (Tenorsaxofonist)
- Oatway, Charlie (* 1973), englischer Fußballspieler

### Oax
- Oaxaca, Ronald (* 1943), britischer McClelland Professor für Wirtschaft an der University of Arizona, Tucson